# Air Paradise International
Air Paradise International era uma companhia aérea com sede em Denpasar, Bali, Indonésia. Ela operava voos para destinos na Austrália, Coréia do Sul e Taiwan, a partir de sua base principal no Aeroporto Ngurah Rai, em Denpasar. Em 1 de dezembro de 2005, a companhia aérea anunciou que estava encerrando as operações devido a uma redução no tráfego, após atentados terroristas na ilha em outubro de 2005. Em fevereiro de 2007, o Ministério dos Transportes da Indonésia atrasou a revogação da licença de 11 grandes companhias aéreas, incluindo a Air Paradise, para dar oportunidades de reestruturação às operadoras. A Air Paradise estava considerando relançar os serviços em março de 2007. No entanto, 3 anos depois, após encerrar as operações em novembro de 2008, a companhia aérea fez um pedido de falência, 5 meses após outro de seus concorrentes Adam Air ter entrado com um pedido de falência.

## História
A companhia aérea foi fundada em junho de 2002 e iniciou suas operações em 16 de fevereiro de 2003, com serviços para Perth, na Austrália a partir de Denpasar, Bali. Em 27 de dezembro de 2004, os serviços começaram a Osaka, Japão . Todos os serviços foram suspensos em 1 de dezembro de 2005 após uma desaceleração do tráfego após os ataques terroristas de outubro de 2005 em Bali, resultando em mais de 100 mortes. Em junho de 2006, o site ainda estava disponível, anunciando negociações para recapitalizar a companhia aérea. A Air Paradise estava usando A300's, A310's e alugou 737-800's em voos para Melbourne, Sydney e Perth principalmente para turistas. Um grande concorrente na rota de Denpasar foi a Garuda Indonésia. Em novembro de 2008, a Air Paradise entrou com pedido de falência após não conseguir relançar as operações e é a 2ª companhia aérea a entrar com pedido de falência 5 meses após a Adam Air.

### Serviços
A Air Paradise operou serviços para os seguintes destinos internacionais programados em janeiro de 2005: Adelaide, Brisbane, Melbourne, Osaka, Perth, Seul e Sydney.

## Frota

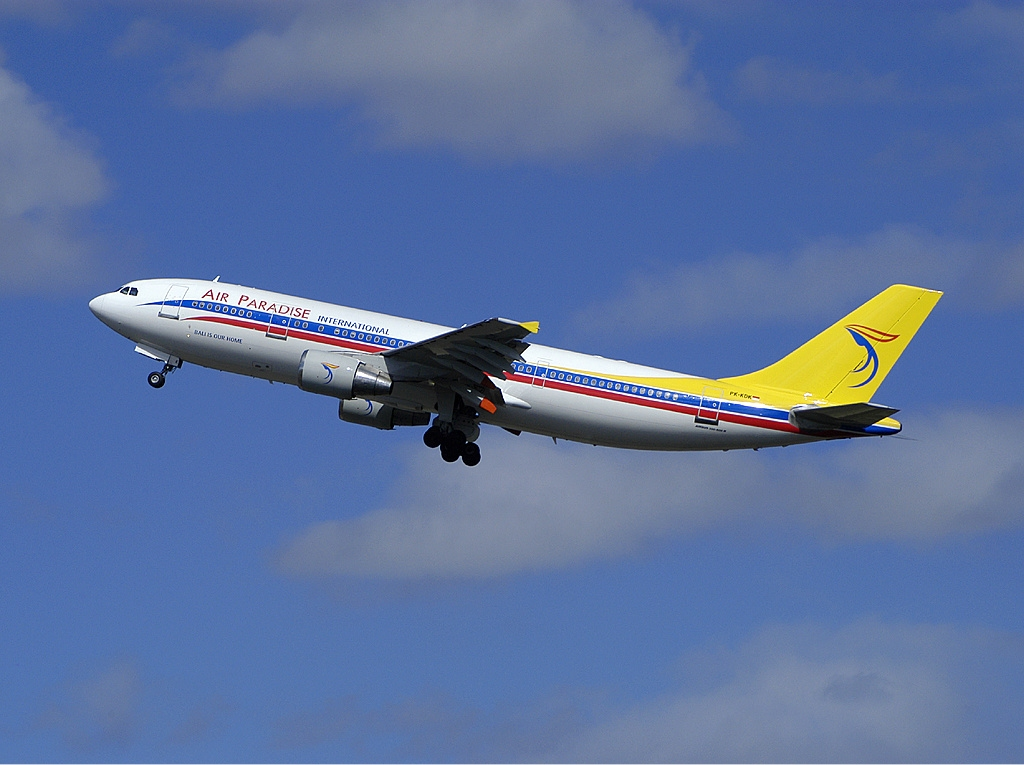
Airbus A300 da Air Paradise Internacional no Aeroporto de Sydney em 2003

Em outubro de 2005 a frota da Air Paradise consistia nas seguintes aeronaves antes das operações serem interrompidas:
| Aeronaves       | Quantidade | Período de operação | Notas                |
| --------------- | ---------- | ------------------- | -------------------- |
| Airbus A300-600 | 2          | 2003-2005           |                      |
| Airbus A310-300 | 2          | 2003-2006           |                      |
| Boeing 737-800  | 1          | 2004-2005           | Alugado da Transavia |
| Total           | 5          |                     |                      |